# Випереджальні видобувні свердловини
Випереджальні видобувні свердловини (рос. опережающие добывающие скважины; англ. advanced producing wells; нім. zuvorkommende Förderungsbohrlöcher n pl) — вибіркові свердловини з числа намічених у технологічній схемі розробки, які буряться і вводяться в експлуатацію першочергово в період пробної експлуатації або з початку промислової розробки покладу (експлуатаційного об'єкта) з метою одержання додаткових геолого-промислових даних.